# Lo que diga la rubia
Lo que diga la rubia fue un programa de televisión emitido de lunes a viernes en horario vespertino por la cadena española Cuatro en la primera quincena de febrero de 2010, conducido por la periodista Luján Argüelles. Sólo duró una semana debido a su paupérrima audiencia.
El nombre corresponde a una frase utilizada en un sketch del programa cómico El Informal.

## Formato
El espacio pretendió hacer un repaso de la actualidad política y social desde el humor y la ironía, combinando noticias, entrevistas y sketches, con el fin de ganar audiencia a Sé lo que hicisteis...

## Colaboradores
- Josep Lobató
- Eugeni Alemany
- Santi Rodríguez
- Edu Soto
- Lorena Castell
- Dulcinea Juárez
- Cristina Rodríguez

## Audiencias
- 8 de febrero de 2010 = 348.000 espectadores y 3.0% de cuota de pantalla
- 9 de febrero de 2010 = 217.000 espectadores y 2.0% de cuota de pantalla
- 10 de febrero de 2010 = 239.000 espectadores y 2.2% de cuota de pantalla
- 11 de febrero de 2010 = 181.000 espectadores y 1.7% de cuota de pantalla
- 12 de febrero de 2010 = 215.000 espectadores y 1.8% de cuota de pantalla